# Liste der Stolpersteine in Dirmstein

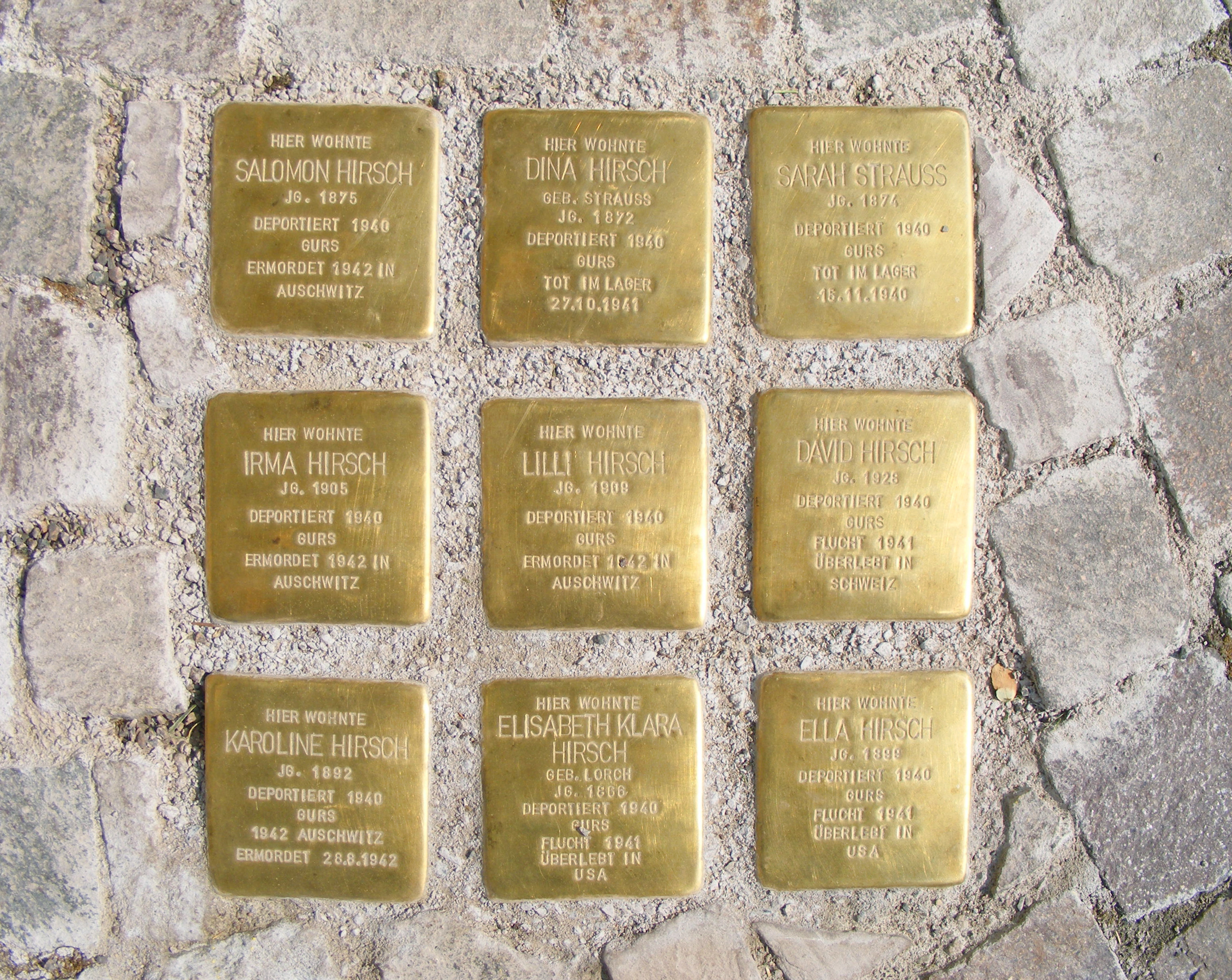
Stolpersteine für neun Mitglieder der Großfamilie Hirsch

In der Liste der Stolpersteine in Dirmstein sind alle Stolpersteine aufgeführt, die der Künstler Gunter Demnig im Rahmen seines Projektes Stolpersteine am 27. März 2009 in der Ortsgemeinde Dirmstein (Rheinland-Pfalz) verlegt hat. Die Gedenksteine erinnern an Menschen, die in der Zeit des Nationalsozialismus Opfer von Deportation und/oder Ermordung wurden.
Alle zehn Steine liegen auf dem Bürgersteig vor dem Haus Mitteltor 3 (⊙); dort, links neben dem Alten Rathaus, wohnte die Mehrzahl der neun jüdischen Opfer. Direkt neben ihren Steinen wurde derjenige für den Briten Cyril William Sibley eingesetzt; er konnte nicht an der mutmaßlichen Stelle des Mordes (⊙) verlegt werden, weil diese in der zweiten Hälfte des 20. Jahrhunderts mit der Ausfallstraße nach Offstein (Landesstraße 455) überbaut wurde.

## Geschichte
1933, zu Beginn der Zeit des Nationalsozialismus, lebten in Dirmstein 15 jüdische Bürger und ein sogenannter „jüdischer Mischling zweiten Grades“. Elf von ihnen gehörten zur Großfamilie Hirsch, deren Oberhaupt Salomon Hirsch zusammen mit Adolf Liebmann auch Gemeindevorsteher war.
Obwohl Karoline Hirsch 1934 in die Niederlande emigriert war, fiel sie 1942 dem Holocaust zum Opfer. Familie Liebmann mit ihrer neunjährigen Tochter gelang 1937 die Flucht nach Argentinien. Frieda Hirsch emigrierte im gleichen Jahr ebenfalls dorthin, konnte aber ihren neunjährigen Sohn David nicht nachholen, den sie bei den Großeltern zurückgelassen hatte.
Die 1940 noch in Dirmstein verbliebenen acht Juden, die sämtlich den Nachnamen Hirsch trugen, wurden bei der Wagner-Bürckel-Aktion ins Lager Gurs deportiert. Dort, in Südfrankreich, konnten 1941 unabhängig voneinander David Hirsch, inzwischen 13 Jahre alt, sowie die weitläufig mit ihm verwandten Elisabeth Klara Hirsch und deren Tochter Ella fliehen. Die beiden Frauen emigrierten in die USA, wohin schon Ellas älterer Bruder Julius – wahrscheinlich 1938 – ausgereist war. David Hirsch folgte 1947 seiner Mutter von der Schweiz aus nach Argentinien. Die restlichen fünf Verschleppten fielen dem Holocaust zum Opfer; zwei starben bereits in Gurs, die drei Überlebenden wurden zwei Jahre später ins KZ Auschwitz transportiert und kamen unmittelbar nach der Ankunft in die Gaskammer.
Am 21. Februar 1945, kurz vor dem Ende des Zweiten Weltkriegs, überlebte Cyril William Sibley, Sergeant der britischen Royal Air Force, als Besatzungsmitglied den Abschuss seines Flugzeugs über Dirmstein, wurde jedoch anschließend Opfer eines sogenannten Fliegermordes durch Adolf Wolfert, den Dirmsteiner Ortsgruppenleiter der NSDAP, und dessen Mittäter Georg Hartleb.

## Gedenken
Mit einer Reihe von Veranstaltungen gedachte Dirmstein in der zweiten Märzhälfte 2009 der Opfer des Naziregimes. Den zentralen historisch-literarischen Gedenkabend anlässlich der Stolpersteinverlegung am 27. März 2009 gestalteten die Dirmsteiner Autoren Jürgen Bich, Albert H. Keil, der zudem für die Moderation verantwortlich war, Walter Landin sowie Otfried K. Linde. Ehrengast der Gemeinde war David Hirsch (1928–2019) als einziger damals noch Lebender von den deportierten Juden Dirmsteins, der aus Argentinien angereist war. Zwei Tage vor der Feier hatte er sich in Dirmstein mit Paul Niedermann, seinem fast gleichaltrigen Fluchtgefährten von 1941, getroffen.

## Stolpersteine
| Verlegeort  | Name                      | Inschrift                                                                                               | Verlegedatum  | Bild   | Anmerkungen |
| ----------- | ------------------------- | --- | ------------- | ------ | --- |
| Mitteltor 3 | Cyril William Sibley      | In Dirmstein ermordet 21. Feb. 1945 Cyril W.Sibley Jg. 1923 englischer Soldat Luftwaffe                 | 27. März 2009 |        | geboren am 10. Oktober 1923 in Merthyr Tydfil, Großbritannien nach Flugzeugabschuss Opfer eines Fliegermordes durch Adolf Wolfert und Georg Hartleb                                                                            |
| Mitteltor 3 | Salomon Hirsch            | Hier wohnte Salomon Hirsch Jg. 1875 deportiert 1940 Gurs ermordet 1942 in Auschwitz                     | 27. März 2009 |        | geboren am 13. Oktober 1875 in Birkenau (Odenwald) Ehemann von Dina Hirsch |
| Mitteltor 3 | Dina Hirsch               | Hier wohnte Dina Hirsch geb. Strauss Jg. 1872 deportiert 1940 Gurs tot im Lager 27.10.1941              | 27. März 2009 |        | geboren am 14. April 1872 in Dirmstein Ehefrau von Salomon Hirsch |
| Mitteltor 3 | Sarah Strauss             | Hier wohnte Sarah Strauss Jg. 1874 deportiert 1940 Gurs tot im Lager 16.11.1940                         | 27. März 2009 |        | geboren am 21. Juli 1874 in Dirmstein Schwester von Dina Hirsch Hinweis: Abweichung zwischen Steininschrift und Bundesarchiv bei Vorname (Sarah/Sara) und Geburtsjahr (1874/1875)                                              |
| Mitteltor 3 | Irma Hirsch               | Hier wohnte Irma Hirsch Jg. 1905 deportiert 1940 Gurs ermordet 1942 in Auschwitz                        | 27. März 2009 |        | geboren am 24. August 1905 in Dirmstein Tochter von Salomon und Dina Hirsch |
| Mitteltor 3 | Lilli Hirsch              | Hier wohnte Lilli Hirsch Jg. 1909 deportiert 1940 Gurs ermordet 1942 in Auschwitz                       | 27. März 2009 |        | geboren am 16. Mai 1909 in Dirmstein Tochter von Salomon und Dina Hirsch |
| Mitteltor 3 | David Hirsch              | Hier wohnte David Hirsch Jg. 1928 deportiert 1940 Gurs Flucht 1941 überlebt in Schweiz                  | 27. März 2009 | [ 17 ] | geboren am 15. Mai 1928 in Mainz Sohn von Frieda Hirsch, Enkel von Salomon und Dina Hirsch 1947 Auswanderung aus der Schweiz nach Buenos Aires, Argentinien 2005 und 2009 Besuche in Dirmstein verstorben 2019 in Buenos Aires |
| Mitteltor 3 | Karoline Hirsch Korrektur | Hier wohnte Karoline Hirsch Jg. 1892 deportiert 1940 Gurs 1942 Auschwitz ermordet 28.8.1942             | 27. März 2009 |        | geboren am 15. August 1892 in Dirmstein Verwandtschaftsverhältnis unbekannt Hinweis: Schreibung des Vornamens auch „Carolina“                                                                                                  |
| Mitteltor 3 | Elisabeth Klara Hirsch    | Hier wohnte Elisabeth Klara Hirsch geb. Lorch Jg. 1866 deportiert 1940 Gurs Flucht 1941 überlebt in USA | 27. März 2009 |        | geboren am 13. April 1866 in Laumersheim Mutter von Julius und Ella Hirsch 3. November 1941 Flucht nach Südfrankreich 1942 Auswanderung in die USA verstorben 1958 in Brookline (Mass.)                                        |
| Mitteltor 3 | Ella Hirsch               | Hier wohnte Ella Hirsch Jg. 1899 deportiert 1940 Gurs Flucht 1941 überlebt in USA                       | 27. März 2009 |        | geboren am 5. September 1899 in Dolgesheim Tochter von Elisabeth Klara Hirsch 3. November 1941 Flucht nach Südfrankreich 1942 Auswanderung in die USA verstorben am 3. Februar 1975 in Brookline (Mass.)                       |

## In Dirmstein ohne Stolperstein
| Verlegeort | Name                     | Inschrift | Verlegedatum | Bild | Anmerkungen |
| ---------- | ------------------------ | --------- | ------------ | --- | --- |
|            | Rosa Hirsch geb. Seufert |           |              | Bild gesucht Die Wikipedia wünscht sich an dieser Stelle ein Bild vom Ort mit diesen Koordinaten 49.56331 8.247496 . Motiv: Stolpersteine vor dem Haus Mitteltor 3 Falls du dabei helfen möchtest, erklärt die Anleitung , wie das geht. BW | geboren am 13. März 1903 in Dirmstein Verwandtschaftsverhältnis unbekannt 1939 Umzug nach Wiesbaden, dann Holzhausen über Aar 11. Juni 1942 von Frankfurt aus ins Vernichtungslager Sobibor deportiert und dort ermordet |

## Emigrierte Juden
| Name             | Geburtsort                  | Geburtstag         | Bild | Anmerkungen |
| ---------------- | --------------------------- | ------------------ | --- | --- |
| Frieda Hirsch    | Dirmstein                   | 19. September 1907 | Bild gesucht Die Wikipedia wünscht sich an dieser Stelle ein Bild vom Ort mit diesen Koordinaten 49.56331 8.247496 . Motiv: Stolpersteine vor dem Haus Mitteltor 3 Falls du dabei helfen möchtest, erklärt die Anleitung , wie das geht. BW | Tochter von Salomon und Dina Hirsch 8. Juli 1937 Auswanderung nach Argentinien verstorben in Buenos Aires                     |
| Julius Hirsch    | Dolgesheim                  | 15. August 1896    | Bild gesucht Die Wikipedia wünscht sich an dieser Stelle ein Bild vom Ort mit diesen Koordinaten 49.56331 8.247496 . Motiv: Stolpersteine vor dem Haus Mitteltor 3 Falls du dabei helfen möchtest, erklärt die Anleitung , wie das geht. BW | Sohn von Elisabeth Klara Hirsch 1938 Auswanderung nach Brookline (Mass.), USA verstorben im April 1969 in Malden (Mass.)      |
| Adolf Liebmann   | Dirmstein                   | 25. September 1890 | Bild gesucht Die Wikipedia wünscht sich an dieser Stelle ein Bild vom Ort mit diesen Koordinaten 49.56331 8.247496 . Motiv: Stolpersteine vor dem Haus Mitteltor 3 Falls du dabei helfen möchtest, erklärt die Anleitung , wie das geht. BW | Ehemann von Emilia Liebmann 1. Juni 1937 Auswanderung nach Argentinien weitere Lebensdaten unbekannt                          |
| Emilia Liebmann  | Kirchheim an der Weinstraße | 27. Juni 1892      | Bild gesucht Die Wikipedia wünscht sich an dieser Stelle ein Bild vom Ort mit diesen Koordinaten 49.56331 8.247496 . Motiv: Stolpersteine vor dem Haus Mitteltor 3 Falls du dabei helfen möchtest, erklärt die Anleitung , wie das geht. BW | Ehefrau von Adolf Liebmann 1. Juni 1937 Auswanderung nach Argentinien weitere Lebensdaten unbekannt                           |
| Gertrud Liebmann | Ludwigshafen am Rhein       | 25. Juni 1928      | Bild gesucht Die Wikipedia wünscht sich an dieser Stelle ein Bild vom Ort mit diesen Koordinaten 49.56331 8.247496 . Motiv: Stolpersteine vor dem Haus Mitteltor 3 Falls du dabei helfen möchtest, erklärt die Anleitung , wie das geht. BW | Tochter von Adolf und Emilie Liebmann 1. Juni 1937 Auswanderung mit den Eltern nach Argentinien weitere Lebensdaten unbekannt |